# NGC 7713
NGC 7713 ist eine Balken-Spiralgalaxie mit ausgedehnten Sternentstehungsgebieten vom Hubble-Typ SBcd und liegt im Sternbild Sculptor am Südsternhimmel. Sie ist schätzungsweise 31 Millionen Lichtjahre von der Milchstraße entfernt und hat einen Durchmesser von etwa 40.000 Lichtjahren. 
Die Typ-II-Supernova SN 1982L wurde hier beobachtet.
Das Objekt wurde am 4. Oktober 1836 von John Herschel entdeckt.